# Brassinosteróide
Os brassinosteróides (sigla: BR) são hormônios responsáveis pela sinalização de genes responsáveis pela formação dos tubos polínicos. São fitormônios cujo receptor proteico encontra-se no interior da célula, chamados de esteroides. Esses esteroides tem de atravessar uma membrana para encontrar um complexo hormônio-receptor. Os brassinosteroides agem também indiretamente no crescimento e no alongamento celular.